# Tenagometrella
Tenagometrella is een geslacht van wantsen uit de familie van de Gerridae (schaatsenrijders). Het geslacht werd voor het eerst wetenschappelijk beschreven door Raymond Alfred Poisson in 1958.

## Soorten
Het genus bevat enkel de volgende soort:

- Tenagometrella grandiuscula (Poisson, 1940)